# Palaurupsvogel
De palaurupsvogel (Edolisoma monacha synoniem: Coracina monacha)  is een zangvogel uit de familie Campephagidae (rupsvogels).

## Verspreiding en leefgebied
Deze vogel is endemisch op Palau in de regio Micronesië.

## Status
De palaurupsvogel is een algemene vogel op deze eilandengroep. De grootte van de populatie is in 2005 geschat op 8300 volwassen vogels en er zijn geen aanwijzingen dat de soort achteruitgaat. Op de Rode lijst van de IUCN heeft deze soort de status niet bedreigd.